# Vương Hạo (chính khách)
Vương Hạo (tiếng Trung giản thể: 王浩, bính âm Hán ngữ: Wáng Hào, sinh tháng 10 năm 1963, người Hán) là chính trị gia nước Cộng hòa Nhân dân Trung Hoa. Ông là Ủy viên Ủy ban Trung ương Đảng Cộng sản Trung Quốc khóa XX, hiện là Phó Bí thư Tỉnh ủy, Bí thư Đảng tổ, Tỉnh trưởng Chính phủ Nhân dân tỉnh Chiết Giang. Ông nguyên là Thường vụ Tỉnh ủy Thiểm Tây, Bí thư Thành ủy thành phố Tây An, tỉnh Thiểm Tây; Thường vụ Tỉnh ủy Hà Bắc, Bí thư Thị ủy địa cấp thị Đường Sơn, tỉnh Hà Bắc; Thường vụ Tỉnh ủy Sơn Đông, Bí thư Thị ủy địa cấp thị Yên Đài, tỉnh Sơn Đông.
Vương Hạo là Đảng viên Đảng Cộng sản Trung Quốc, học vị Cử nhân Quản lý kinh tế, có sự nghiệp chủ đạo công tác ở các bộ máy chính trị, chính quyền địa phương, với 35 năm ở quê nhà tỉnh Sơn Đông, từng trải qua các vị trí lãnh đạo của sáu địa cấp thị tại bốn tỉnh khác nhau của Trung Quốc.

## Xuất thân và giáo dục
Vương Hạo sinh tháng 10 năm 1963 tại huyện Thiện, địa cấp thị Hà Trạch, tỉnh Sơn Đông, Cộng hòa Nhân dân Trung Hoa. Ông lớn lên và tốt nghiệp phổ thông ở địa phương. Tháng 10 năm 1980, ông theo học tại Trường Cao đẳng Sư phạm Hà Trạch, Khoa Chính trị, chuyên ngành Nghiên cứu chính trị. Khi tốt nghiệp cao đẳng vào tháng 7 năm 1982, ông được kết nạp Đảng Cộng sản Trung Quốc. Từ tháng 9 năm 1995 đến tháng 12 năm 1997, ông theo học tại chức bán thời gian bậc đại học tại Trường Đảng Tỉnh ủy Sơn Đông, nhận bằng Cử nhân chuyên ngành Quản lý kinh tế.

## Sự nghiệp

### Các giai đoạn

#### Quê hương Hà Trạch
Tháng 7 năm 1982, sau khi tốt nghiệp cao đẳng, Vương Hạo bắt đầu sự nghiệp của mình ở vùng nông thôn quê nhà khi được nhận vào làm Cán bộ Đoàn Thanh niên hương (cấp hương, trấn) Lý Bán Trang (李半庄乡, nay được sáp nhập thành trấn Lai Hà) ở huyện Thiện. Tháng 8 năm 1984, ông được bầu làm Bí thư Đoàn Thanh niên hương Lý Bán Trang. Hai tháng sau, tức tháng 10, ông được thăng chức thành Phó Bí thư Huyện đoàn huyện Thiện. Tháng 8 năm 1986, ông được chuyển sang công tác tổ chức Đảng Cộng sản cấp hương trấn, xã, nhậm chức Phó Bí thư Đảng ủy trấn Thiện Thành (单城镇), huyện Thiện, cấp phó khoa. Tháng 1 năm 1987, ông được bầu làm Trấn trưởng trấn Thiện Thành, kiêm Phó Bí thư Đảng ủy trấn, và được thăng chức làm Bí thư Đảng ủy trấn từ tháng 12 năm 1990, cấp chính khoa. Tính đến năm 1993, ông có hơn 10 năm công tác ở vùng quê cấp hành chính thấp nhất trong hệ thống bốn cấp của địa phương Trung Quốc (tỉnh, địa, huyện, hương), tức cấp hương trấn (tương đương cấp xã).
Tháng 1 năm 1993, Vương Hạo được điều chuyển sang công tác ở huyện Tào, bên cạnh huyện Thiện ở Hà Trạch, bầu vào Ban Thường vụ Huyện ủy huyện Tào, Trưởng ban Tuyên truyền Huyện ủy. Tháng 5 năm 1997, ông nhậm chức Chủ nhiệm Ủy ban Thể thao địa khu Hà Trạch, đến tháng 12 cùng năm, ông là Phó Bí thư, Thị trưởng thành phố cấp huyện Hà Trạch, cấp chính huyện, xứ. Sau đó, năm 2000, Hà Trạch được cải tổ hợp nhất khu vực, thăng cấp thành địa cấp thị, ông được phân công làm Bí thư Quận ủy quận Mẫu Đơn, thủ phủ của Hà Trạch. Ông được bầu vào Ban Thường vụ Thị ủy Hà Trạch từ tháng 4 năm 2003, cấp phó sảnh, địa, rồi nhậm chức Thư ký trưởng Thị ủy Hà Trạch từ năm 2004 đến 2008. Tháng 1 năm 2008, ông được chuyển sang làm Phó Thị trưởng Chính phủ Nhân dân địa cấp thị Hà Trạch, rồi chuyển về làm Phó Bí thư Thị ủy Hà Trạch từ tháng 11 cùng năm đến năm 2012.

#### Cơ quan Sơn Đông
Tháng 12 năm 2010, Vương Hạo được Tỉnh ủy Sơn Đông điều chuyển sang địa cấp thị Tân Châu, vào Ban Thường vụ Thị ủy, nhậm chức Phó Bí thư Thị ủy Tân Châu. Tháng 9 năm 2012, ông được bổ nhiệm làm Phó Thư ký trưởng Tỉnh ủy Sơn Đông, Cục trưởng Cục Văn thư và Thông tin tỉnh Sơn Đông. Tháng 1 năm 2014, ông được điều sang làm Bí thư Đảng tổ Sảnh Dân chính rồi nhậm chức Sảnh trưởng Sảnh Dân chính, Chính phủ Nhân dân tỉnh Sơn Đông, cấp chính sảnh, địa. Tháng 2 năm 2015, ông được điều chuyển tới địa cấp thị Truy Bác, nhậm chức Bí thư Thị ủy Truy Bắc, và kiêm nhiệm Chủ nhiệm Ủy ban Thường vụ Nhân Đại Truy Bác. Tháng 4 năm 2017, ông tiếp tục được điều chuyển, nhậm chức Bí thư Thị ủy địa cấp thị Yên Đài từ ngày 4 tháng 5 năm 2017. Sau đó, tháng 6 năm 2017, tại Đại hội đại biểu Đảng Cộng sản Trung Quốc tỉnh Sơn Đông, ông được bầu vào Ban Thường vụ Tỉnh ủy, tiếp tục là Bí thư Thị ủy Yên Đài cho đến cuối năm. Tính đến năm 2017, Vương Hạo đã có 35 năm sự nghiệp công tác ở địa phương là Sơn Đông, trải qua hệ thống cơ quan Đảng và chính quyền của 4 địa cấp thị là Hà Trạch, Tân Châu, Truy Bác và Yên Đài.

#### Luân chuyển
Tháng 12 năm 2017, Ban Bí thư Trung ương quyết định điều động Vương Hạo tới tỉnh Hà Bắc, ông bắt đầu giai đoạn mới sau nhiều năm công tác ở quê nhà. Vương Hạo được điều chuyển vào Ban Thường vụ Tỉnh ủy Hà Bắc, cấp phó tỉnh, bộ, nhậm chức Bí thư Thị ủy địa cấp thị Đường Sơn, tỉnh Hà Bắc vào ngày 21 tháng 12 năm 2017. Hai năm sau, tháng 8 năm 2019, ông tiếp tục được luân chuyển công tác, tới tỉnh Thiểm Tây, vào Ban Thường vụ Tỉnh ủy Thiểm Tây, nhậm chức Bí thư Thành ủy thành phố Tây An, thủ phủ của Thiểm Tây vào ngày 3 tháng 9 năm 2019.

### Chiết Giang
Tháng 9 năm 2021, Bộ Tổ chức, Ban Bí thư Trung ương Đảng họp bàn và điều động Vương Hạo tới tỉnh Chiết Giang, vào Ban Thường vụ Tỉnh ủy Chiết Giang. Ngày 30 tháng 9 năm 2021, Ban Thường vụ Tỉnh ủy Chiết Giang họp mở rộng truyền đạt quyết định của Ủy ban Trung ương Đảng Cộng sản Trung Quốc về việc điều chỉnh lãnh đạo tỉnh Chiết Giang, công bố quyết định điều chuyển của ông, giữ vị trí Phó Bí thư Tỉnh ủy Chiết Giang, Bí thư Đảng tổ Chính phủ Nhân dân tỉnh Chiết Giang. Cũng cùng ngày, Hội nghị lần thứ 31 của Ủy ban Thường vụ Đại hội đại biểu Nhân dân tỉnh Chiết Giang khóa XIII đã quyết định bầu Vương Hạo làm Phó Tỉnh trưởng kiêm Quyền Tỉnh trưởng Chính phủ Nhân dân tỉnh Chiết Giang. Vương Hạo chính thức là Tỉnh trưởng từ ngày 21 tháng 1 năm 2022, bắt đầu lãnh đạo hành pháp tỉnh Chiết Giang, là lãnh đạo thứ hai phụ trách phối hợp, hỗ trợ Bí thư Tỉnh ủy Chiết Giang Viên Gia Quân. Cuối năm 2022, ông tham gia Đại hội Đảng Cộng sản Trung Quốc lần thứ XX từ đoàn đại biểu Chiết Giang, được bầu là Ủy viên Ủy ban Trung ương Đảng Cộng sản Trung Quốc khóa XX.